# Raúl Ybarnegaray
Raúl Ybarnegaray Rollano (Cochabamba, Cercado, 21 de diciembre de 1977) es un cantautor, trovador boliviano. Integrante de los colectivos Guitarra en Mano (Bolivia) y Dándole Cuerda (Latinoamérica). Psicólogo de profesión, desde el año 2000 se dedicó por completo a la música y la gestión cultural, incursionando ocasionalmente en la actuación.
La característica principal de su música se centra en el tratamiento poético de sus canciones. Se trata de un intérprete de Canción de Autor o Canción Protesta.

## Biografía
Hijo único de Bertha Luz Rollano de la Reza y Raúl Ybarnegaray Téllez.
Creció y se educó en su ciudad natal. Terminó sus estudios de bachillerato el año 1996 en el extinto colegio privado Ceivo (Centro Educativo Integral Villa de Oropeza). Una de sus profesoras en ese período fue la escritora Gaby Vallejo.[cita requerida]

### Formación
Estudió Licenciatura en Psicología en la Universidad Mayor de San Simón. Entre 1999 y 2000, estudió Música en la Academia Nacional de Música Man Césped, pero abandonó estos estudios por la prioridad que representaba en ese momento su carrera universitaria. Luego, estudió la carrera de Producción Musical a nivel Técnico Medio, en la Escuela Superior de Ciencia y Arte (2010), aunque jamás llegó a titularse formalmente.
Cursó diferentes talleres sobre poesía y escritura creativa, dirigidos por algunas figuras del ambiente literario de su ciudad como Cecilia Romero, Benjamín Santiesteban y el conocido novelista y escritor Ramón Rocha Monroy.

## Inicios
Ya en los finales de la secundaria, entre los años 1991 – 1994, comenzó a manifestar su interés por la música participando con números musicales en las horas cívicas. El primer instrumento con el que comenzó a mostrar sus aptitudes musicales fue un teclado electrónico que su hermana mayor le regaló a principios de los años ’90. Luego, en el penúltimo año de secundaria (1995), llegó a sus manos la guitarra, instrumento que lo acompañaría por el resto de su vida.
El año 1997 ingresó a la Universidad Mayor de San Simón a estudiar la carrera de Psicología. Y paralelamente al inicio de sus estudios universitarios, comienza su actividad musical escénica de una manera más seria. Su primer profesor de guitarra y compañero de curso, Jorge Ferrufino, fue con quien formó su primer dúo musical y comenzó a desempeñarse como concertista en el extinto café Koku’s, un pub de la calle España (Cochabamba), en la década de los ´90. Si bien el repertorio que ambos interpretaban estaba marcado por las obras más representativas de la Nueva Trova Cubana, por su parte iba sumando a su carpeta una obra con decenas de canciones propias que de vez en cuando se animaba a interpretar en público.
A finales del año 1997 se inscribe junto a Jorge Ferrufino y a su compañera de ese entonces, en la segunda versión del Festival Latinoamericano de la Eterna Trova Cubana, organizado por el Movimiento de Solidaridad con Cuba. Participando en las dos categorías (Intérpretes y Canciones inéditas). Junto a Jorge Ferrufino presentó por primera vez una canción de su autoría llamada “El sueño de un cavernícola”. Y junto a su compañera cantó “El viento eres tú”, del trovador Silvio Rodríguez. Este era un concurso musical que reunía a diferentes artistas amateurs del medio. Sin embargo, aquella vez su participación no generó mayor resultado y quedó sin recibir ninguna premiación.
El año 1998 vuelve a inscribirse como solista cantautor/intérprete en la siguiente versión del mismo concurso. En la categoría de Intérpretes esta vez presenta la canción “Abracadabra”, también de autoría de Silvio Rodríguez. Y en la categoría de Canciones inéditas, presenta por primera vez en solitario una canción suya titulada “Hay Historias”, recibiendo el primer lugar; además del reconocimiento del jurado al “participante más carismático”.  Y entre algunas de las presencias del jurado se encontraban el cantautor cochabambino Marco Lavayen, el músico Javier “Pajarito” Caballero, el productor musical chileno Cacho Romero y la cantante e intérprete Estela Rivera. Este logro, comenzaría a abrirle varias puertas junto a la gente del Movimiento de Solidaridad con Cuba. Entre las cuales, estaría el haber conocido y compartido escenario ese mismo año, con la trovadora cubana Liuba María Hevia en el bar La Boheme, cuyo propietario fue el pianista, arreglista y productor musical Bernard Marinovitch.
Entre fines de 1998 y principios de 1999, se integra al grupo musical Abeto junto a José Luis “Pepe” Padilla, Doris Antezana y Mario Prudencio. El repertorio de ese grupo estaba marcado por una fuerte influencia del Rock Argentino, la Nueva Trova Cubana y el grupo musical de pop Mecano, principalmente. Con ellos comienza uno de los períodos suyos más activos artísticamente hablando. Una de las presentaciones más representativas fue la que tuvieron junto al trovador Vicente Feliú en el Auditorio de la Facultad de Arquitectura de la Universidad Mayor de San Simón, junto a artistas como Savia Sur, el ensamble coral EMA (Embajada Musical Andina, integrada por músicos de diferentes países) y Miguel Yacksic (poeta y cantautor boliviano). En aquella presentación participa de tres maneras: con Abeto, interpretando junto a Vicente Feliú la canción “Vamos a andar”; a dúo con Vicente Feliú, interpretando “Historia de las sillas” (ambos temas del trovador Silvio Rodríguez); y como solista, interpretando una canción de su autoría, titulada “La Luna, el Amor y una Estrella”. Un público cercano a las 350 personas asistió aquella noche.

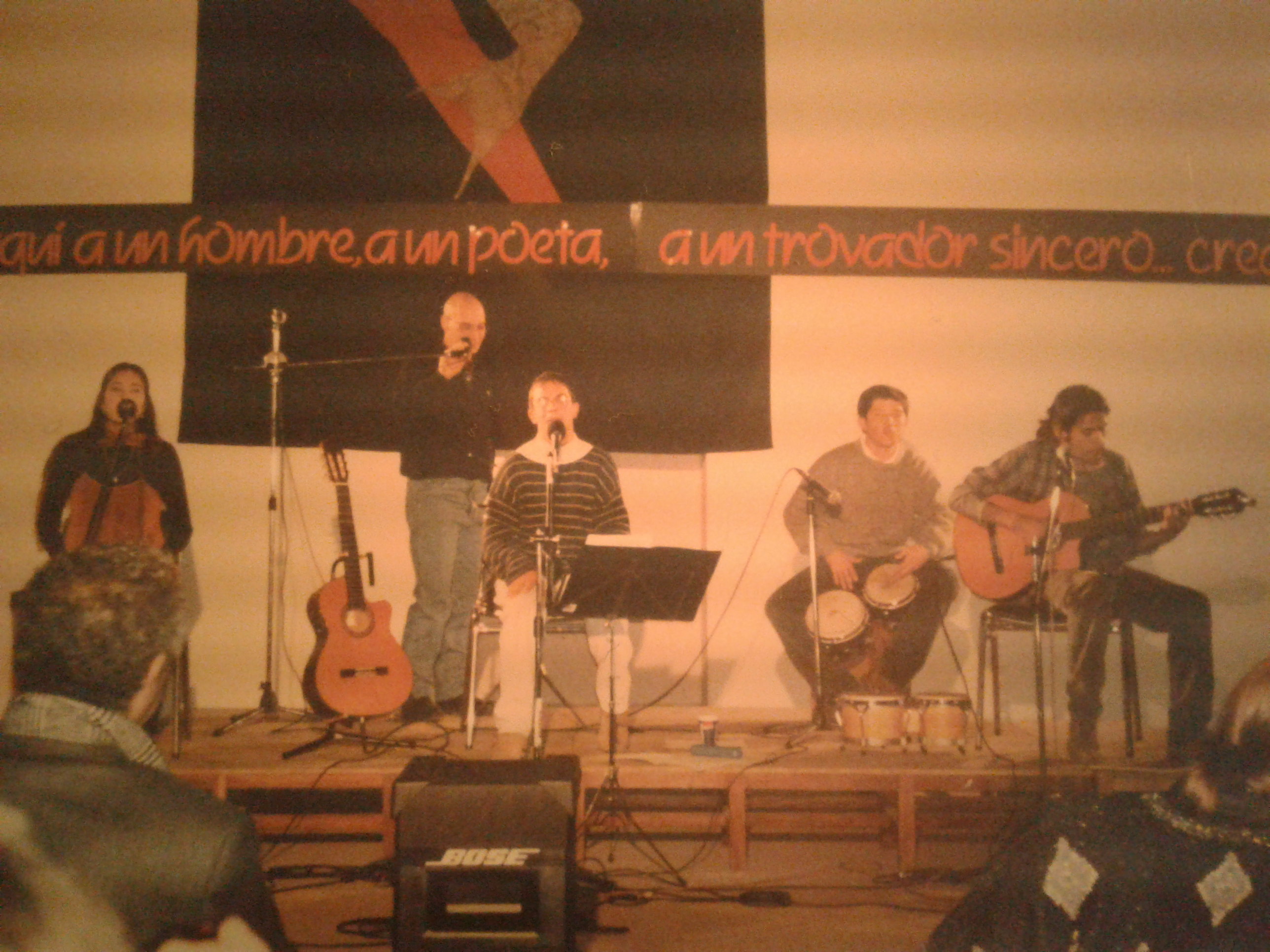
Abeto, junto a Vicente Feliú, en el Auditorio de la Facultad de Arquitectura de la Universidad Mayor de San Simón, año 1999. En la foto, de izquierda a derecha: Doris Antezana, Vicente Feliú, Raúl Ybarnegaray, Mauricio Sánchez, José Luis "Pepe" Padilla

Poco después Abeto se disuelve y Raúl se integra a Dacapo, un grupo musical que comenzaba a hacerse escuchar en el ambiente bohemio de la época. Entre sus integrantes estaban Samanta Montealegre, Álvaro Espinoza y Mauricio Gómez. El repertorio de Dacapo oscilaba entre el Cancionero Latinoamericano y la Canción de Autor de diferentes países. Luego de algunos meses decide salirse del grupo para buscar desarrollar su presencia en escenario como cantautor.
Sin embargo a principios del año 2000, intenta nuevamente hacer un trabajo colectivo principalmente por afinidad. Y forma un trío junto a Alejandro García y Marcelo Arias, con quienes compartiría y organizaría un concierto colectivo titulado “Cantando Latinoamérica”, junto a una decena de artistas locales amigos. El objetivo era reflexionar con canciones sobre los momentos de crisis política y social que vivía el país en abril de ese año, en lo que se denominó la Guerra del Agua . Junto a Marcelo y Alejandro, presentaron por primera vez dos canciones del dúo Negro y Blanco: “Píntame Bolivia” y “No me importa”. Pero además de su participación como trío, cada uno de ellos tuvo una participación como solista. Raúl interpretó una canción inédita titulada “El Ché no vive”.
En junio del año 2000 decide organizar el primer concierto como cantautor.

## Primeros pasos como cantautor

### 2000
En junio del año 2000 realizó su primer concierto como cantautor en Cochabamba, en el antiguo pub La Oveja Negra. El repertorio de ese concierto inaugural tuvo una treintena de canciones propias. 
El Festival Artístico Artesanal de Totora fue uno de los primeros espacios donde comenzó a mostrar su trabajo. Una actividad desarrollada por gestión de varios artistas (entre ellos, el tenor Hugo Laguna), que buscaba realzar el potencial cultural del pueblo de Totora, devastado por un terremoto el año 1998. Por otro lado, comenzó a participar como cantautor solista en la Fiesta de la Música, donde había participado por primera vez el año 1998 junto a Abeto. Fue el período en que se realizaron conciertos en la Universidad Mayor de San Simón gracias a un ambiente cultural que comenzó a fortalecerse muy rápidamente, organizados por el Centro de Estudiantes de la Carrera de Psicología. Además, comenzó a ser convocado en diferentes festivales por los Derechos Humanos, organizados por la Asamblea Permanente de Derechos Humanos.

### 2001
El día de su cumpleaños realiza un concierto por primera vez junto a una banda y con un repertorio enteramente conformado por sus canciones. Sus músicos invitados serían: Marcelo Aguilar (bajo), Juan Ernesto Saavedra (guitarra eléctrica), Gustavo Rivero (batería), José Luis “Pepe” Padilla (teclado) y Giovanna Antezana (voces). Ese concierto se llevó a cabo en la Casona de la Pascualita (un restaurante cultural que fue referente de la actividad cultural de la ciudad, entre el año 1998 y 2003; y donde se realizaron conciertos, exposiciones de pintura, de fotografía, etc). En este espacio cultural por ejemplo, conoció a Vicente Feliú el año 1999. Y asistió a conciertos de artistas bolivianos como Ernesto Loyola y su grupo, Carlos López, Jenny Cárdenas y el trovador cubano Santiago Feliú.

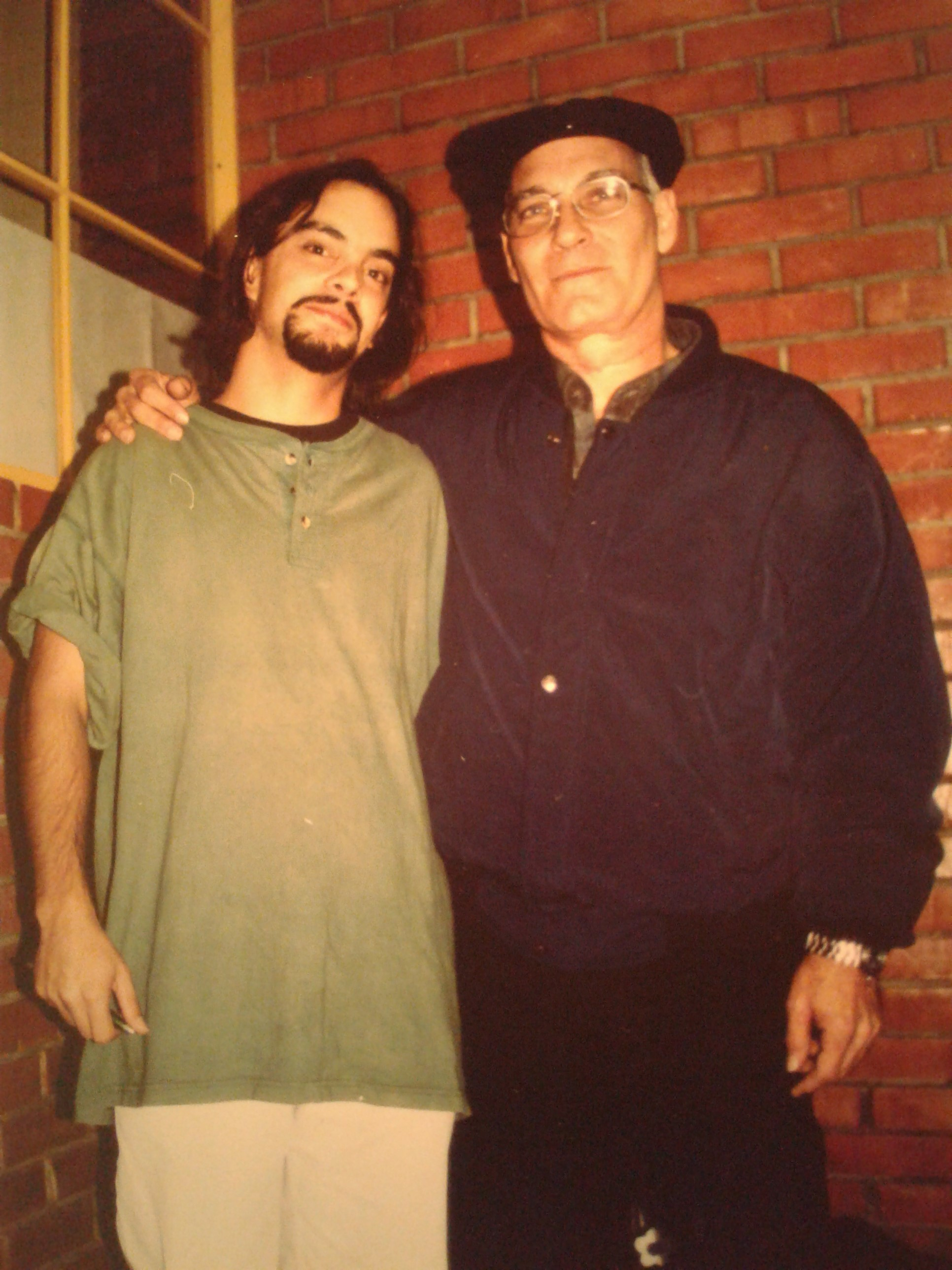
Junto a Vicente Feliú, en La Paz, 2002

### 2002
En abril de 2002 asiste a un concierto de Vicente Feliú (quien nuevamente había retornado a Bolivia, esta vez solo a la ciudad de La Paz) y en ese concierto se encuentra nuevamente con la obra de Jenny Cárdenas ( también invitada en ese recital) al enterarsse de la llegada a  la Paz de Alejandro Filio (a quién también admiraba y había versionado canciones suyas junto a sus compañeros) decidió quedarse unos días más en La Paz.
Conoció a Filio en la conferencia de prensa, asistió a su concierto, compartido con Vicente Feliú y el dúo Negro y Blanco y al día siguiente, participó de una tertulia en FundArte, junto a los cantautores paceños Melissa Herrera y Mauricio Montero (dúo Entre Dos Aguas), Daniela Pabón y René Úzqueda (dúo Contraparte), Christian y Mario (dúo Negro y Blanco), Rodrigo Rojas, Daniel Castellón y , Alejandro Filio.
En esa tertulia íntima comparte varias de sus canciones y se da a conocer no solamente ante Alejandro Filio, sino ante la comunidad de cantautores de La Paz. 

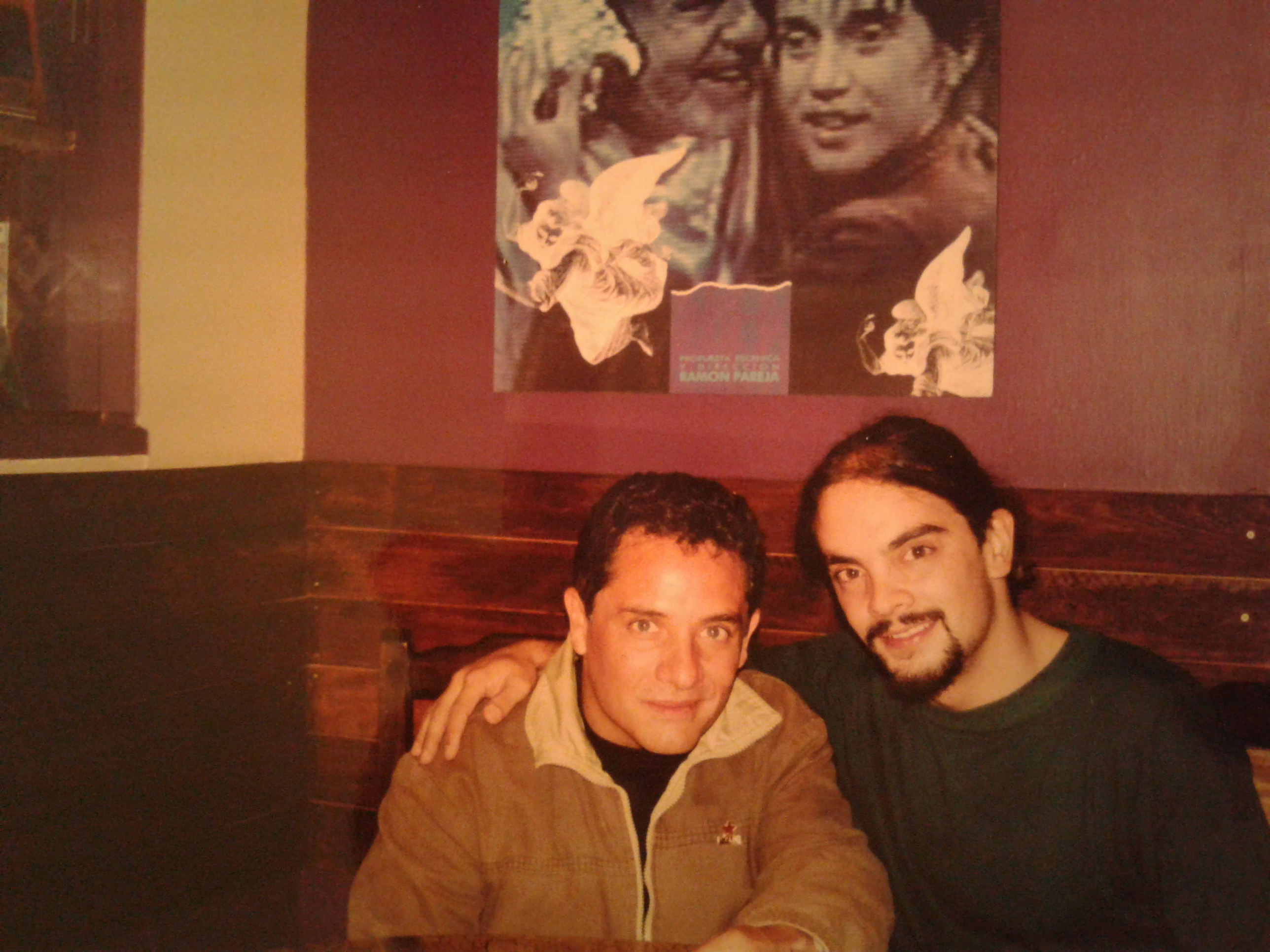
Junto a Alejandro Filio, en FundArte. Bolivia 2002

Impulsado por esos encuentros, a mediados de junio comienza la grabación de su primer álbum independiente: Sapete el enamorado del Sol en el estudio ArtMedia.

## La carrera de solista

### 2002 - 2005
La presentación de su primer álbum Sapete el enamorado del Sol, se realizó en la Casona de la Pascualita el 19 de septiembre de 2002 y contaría con la presencia del trovador cubano Frank Delgado, quien realizaba su primera gira por Bolivia. Además tendría de invitados al dúo Negro y Blanco con quienes compartió una versión de su canción "Azul y verde”. Los músicos que lo acompañaron en la presentación fueron: Giovanna Antezana (voces), José Luis “Pepe” Padilla (teclado y guitarra), Marcelo Aguilar (bajo), Gustavo Rivero (batería), Manuel Rocha (percusión) y Marcelo Valdez (flauta traversa).
El primer álbum lo llevaría a pisar otros escenarios en La Paz, Santa Cruz, Sucre y Oruro y a conocer a otros cantautores, entre ellos Sergio Antezana (La Paz), Alejandro “Pacho” González, Francisco Berrios y Oscar Padilla (Sucre).
Es invitado por el dúo Negro y Blanco para participar en la grabación de la canción “Abre los ojos del alma”, compuesta por el dúo para la 12.ª versión de la telemaratón. La canción fue grabada en los estudios de Terranova Audiovisual, junto a la banda de jazz El Parafonista.
A mediados de octubre de ese mismo año llegó a Bolivia el trovador e intérprete cubano Reinier Valdés, por medio del Movimiento de Solidaridad con Cuba. Junto a él, Marcelo Arias y algunos integrantes de la banda Dacapo, brindaron un concierto en el Teatro Achá. Luego, él y Marcelo Arias acompañaron a Reinier Valdés en una gira por las ciudades de Sucre y Oruro, actuando en esta última, en el Paraninfo de la Universidad.
En abril de 2003 es invitado por la Honorable Alcaldía Municipal de Sucre para hacer una serie de conciertos junto al dúo Entre dos Aguas (La Paz). Entre ellos, un concierto en el Teatro 3 de febrero.
Poco después, entre el 12 y el 17 de mayo, junto a Mauricio Gómez, Gonzalo Lora y Marcelo Arias gestiona y realiza el Encuentro Nacional de Cantautores ENCANTA. Compartiendo así los diferentes escenarios del evento junto a Carlos Cáceres y Jorge “Pepe” Medina (Sucre), Mauricio Montero y Sergio Antezana (La Paz) y las bandas recientemente formadas Entre voces y Quimbando (Cochabamba). Aquel primer encuentro nacional de cantautores de esa generación que se realizaba en Cochabamba, duró una semana. Tuvo como actividades una serie de conciertos en barrios periféricos y en las dos universidades más importantes de la ciudad: la Universidad Mayor de San Simón y la Universidad Católica Boliviana. El evento de cierre se realizó en Teatro al Aire Libre del Centro Simón I. Patiño. Además de eso, se programaron dos coloquios en los que se buscaba crear oficialmente un Movimiento de Cantautores a nivel nacional. Sin embargo, dicho Movimiento no llegó a conformarse oficialmente. De aquella experiencia quedaría un material discográfico colectivo titulado Encanta y que contaba con canciones de casi todos los participantes.
Entre el 8 y el 12 de septiembre de ese mismo año, es invitado el Enclave de Cantautores en el marco del X Festival Internacional de la Cultura en Sucre. Un segundo Encuentro Nacional de Cantautores en el año, esta vez con la presencia del dúo Entre dos Aguas, el dúo Negro y Blanco y Sergio Antezana (La Paz), Entre voces, Quimbando y Raúl Ybarnegaray (Cochabamba), el dúo La Trova, Carlos Cáceres y Jorge “Pepe” Medina como anfitriones de Sucre. En este Encuentro también hubo conciertos en espacios alternativos (Barrio Patacón, Villa Margarita, Hogar Granja “Sucre”, Aldeas Infantiles S.O.S., Centro Penitenciario, Yotala y Totacoa) y diferentes coloquios y talleres.
A finales de septiembre, organizó un concierto compartido en el Teatro Adela Zamudio junto a Sergio Antezana, que pretendía ser el inicio de una temporada de conciertos compartidos entre él y los distintos cantautores de Bolivia. Sin embargo, por los momentos de tensión sociopolítica que vivió Bolivia a inicios de octubre de 2003, la continuidad del proyecto se vio suspendida.
En octubre, el dúo Negro y Blanco llega a Cochabamba a presentar su álbum Negro y blanco en blanco y negro, en medio de los peores momentos de tensión sociopolítica que vivía el país. Raúl es invitado a cantar con ellos y realizan dos conciertos, uno en el Aula Magna de la Facultad de Humanidades de la Universidad Mayor de San Simón y otro en la Casona de la Pascualita. Esos momentos de crisis social, le inspiran la composición de dos canciones: “Mirada al Horizonte” y “Fronteras”. Un año después, compondría otra canción recordando esos momentos: “Episodio perpetuo”.
El año 2004 lo llevaría nuevamente al estudio, para grabar su álbum Retrato de un Ángel, nuevamente en ArtMedia. Este álbum contaría con la presencia de Christian Benítez, del dúo Negro y Blanco, con quien comparte “Canción del día gris”.
La presentación del disco tuvo lugar en Cochabamba, por primera vez en el Teatro Achá. Los músicos invitados fueron: Christian Bernal, Javier “Pajarito” Caballero y Arpad Debreczeni. Además de las presencias artísticas de Alejandro Bejarano, Marco Lavayen y Quimbando.
Poco tiempo después es invitado por el dúo Negro y Blanco al Teatro Municipal Alberto Saavedra Pérez, a la presentación de su disco Negro y Blanco en blanco y negro. Compartiendo escenario además con Sergio Antezana, Luis Rico y el roquero Grillo Villegas. Posteriormente retornaría a La Paz nuevamente para presentar su álbum Retrato de un Ángel en el Teatro de Cámara y la Casa de las Culturas Wayna Tambo. Compartió dichos conciertos también con el dúo Negro y Blanco y Sergio Antezana.
Casi al final de ese año, entre el 7 y el 10 de octubre, se llevó a cabo el siguiente Encuentro de Cantautores, esta vez titulado Guitarra en Mano. Este Encuentro marcaría un hito en la carrera de todos los participantes, pues se logra el registro en audio y edición de un material que se difundió masivamente. En este evento participaron: La Trova (Sucre), Quimbando y Raúl Ybarnegaray (Cochabamba), dúo Negro y Blanco, dúo Entre dos Aguas, René Úzqueda y Sergio Antezana, el organizador del Encuentro, todos estos últimos anfitriones de La Paz.

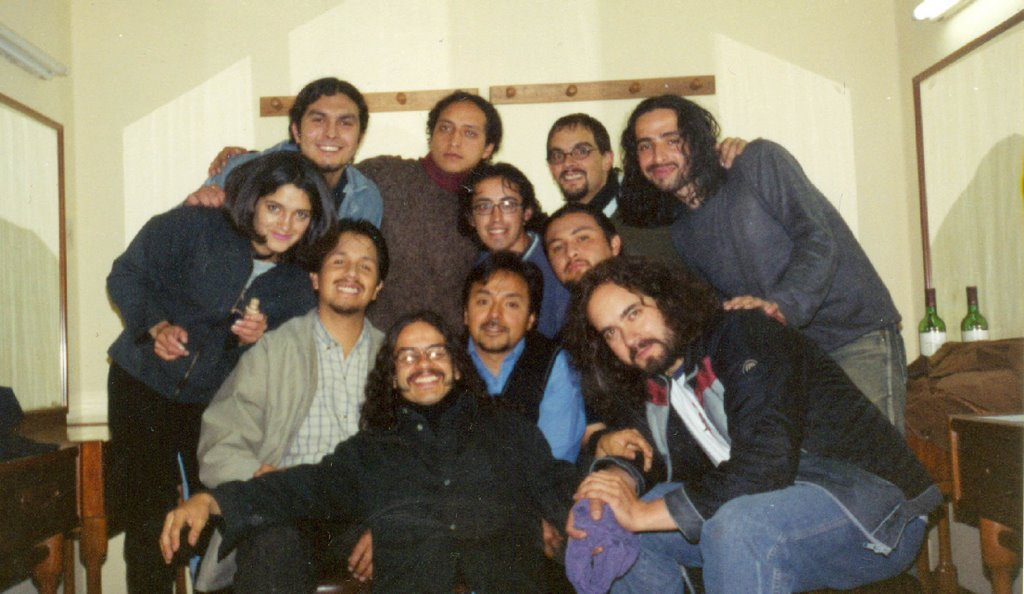
Encuentro Nacional de Cantautores Guitarra en Mano. En la foto, de arriba hacia abajo y de izquierda a derecha: Mauricio Canedo, Marcelo Arias, Raúl Ybarnegaray, Mauricio Montero, Melissa Herrera, Alejandro "Pacho" González, Sergio Antezana, René Úzqueda, un visitante, Christian Benítez y por último, Mario Ramírez

Antes de viajar compone “Pequeña muestra”. La canción (en un ritmo tradicional de cueca) es estrenada en ambas presentaciones del Encuentro.
A principios de año 2005 compartiría escenario con el trovador cubano Silvio Alejandro Rodríguez (quien visitaba Bolivia) y con Quimbando. Los conciertos se realizaron en bares de la ciudad además del Teatro Achá.
El 19 de febrero estrena en el Salón Principal del Centro Simón I. Patiño de Cochabamba, una parte de la obra de canciones inéditas titulada De Madera.
Posteriormente es invitado a presentar el álbum Retrato de un Ángel en el Auditorio Principal del Centro Simón I. Patiño de Santa Cruz.
Luego retornaría a Cochabamba para presentar la segunda parte de la obra los días 27 y 28 de marzo, en el Teatro Achá con Christian Buss (músico multinstrumentista y compositor), Fabiana Fiorilo (cantante e intérprete), Álvaro Gumucio (trompeta) y Alex Maldonado (clarinete), como músicos invitados. A los cuales también se sumarían el cantautor boliviano Yalo Cuellar (con quien interpretará su canción Aire de Momentos) y el cantautor costarricense Diego Sojo, quien llegaba a Bolivia como parte de una gira latinoamericana. Estos conciertos serían grabados en vivo y formarían parte del tercer álbum (como bonnus tracks).
En ellos estrenaría varias canciones inéditas, entre ellas la titulada “Junio”.
Posteriormente viaja nuevamente a La Paz, para participar de la presentación del álbum colectivo Guitarra en Mano, grabado en vivo junto a todos los participantes de la versión anterior. El disco es presentado en la Casa de la Cultura de La Paz y la Casa de las Culturas Wayna Tambo, en El Alto.
En septiembre, la Cámara Departamental de Industria de Cochabamba le encomienda la canción emblema para la Campaña Hecho en Bolivia – Consume lo nuestro, emplea a los nuestros, para incentivar la producción nacional y la conciencia productiva. Es así que compone la canción “Hecho en Bolivia”, que será grabada junto a los grupos locales: Waliki, La Otra, Exceso, Area-51, Djembongó y el grupo de rock A-Pié, en los estudios de Terranova Audiovisual y luego formaría parte de su disco Maquetas.

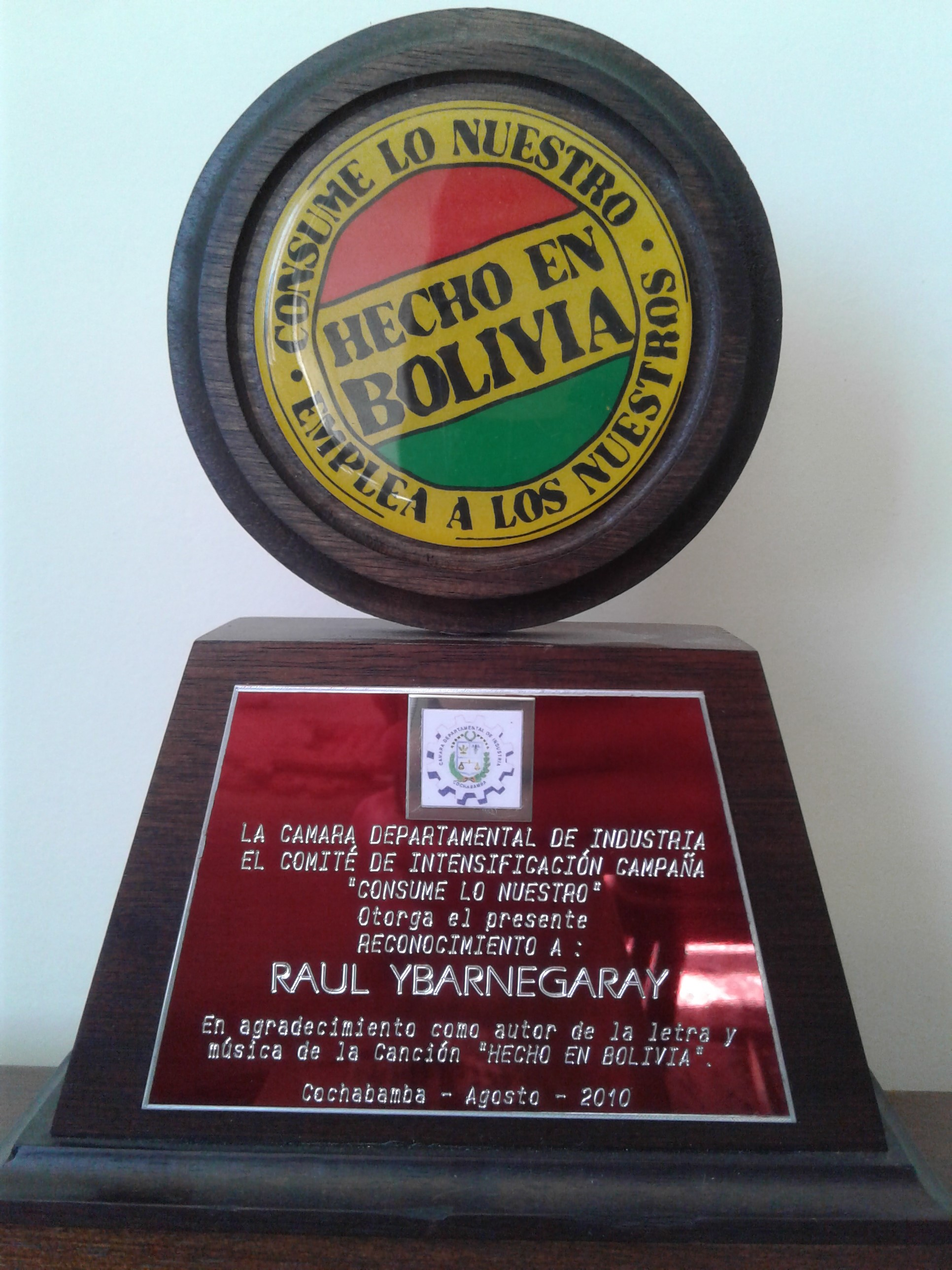
Reconocimiento otorgado por la Cámara Departamental de Industria, 2010

A inicios de agosto emprende su primer viaje fuera de Bolivia como cantautor, para participar del 9no Encuentro Internacional de la Tropa Cósmica, en Cuba. Allí se reuniría con antiguos y admirados colegas y amigos (Vicente Feliú y Frank Delgado), además de conocer a otros, entre ellos los trovadores Gerardo Alfonso y el mismo Silvio Rodríguez. Aquel agosto de 2005 falleció Noel Nicola.
A su retorno, el 13 de octubre es invitado a participar del Primer Encuentro de Autores y Autoras nacionales en el Instituto Eduardo Laredo, junto a Yuri Ortuño, Guery Sandoval, Bernardo Frank y Quimbando.
Posteriormente, el 21 de octubre nuevamente en el Salón Principal del Centro Simón I. Patiño, presenta su tercer álbum De Madera, con 10 canciones grabadas a guitarra y voz (una de ellas “Mirada al horizonte”) y algunas de las versiones en vivo del concierto de marzo en el Teatro Achá, como bonnus traks.
En noviembre viaja a Sucre, esta vez para la 12.ª versión del Festival Internacional de la Cultura y junto a cantautores sucrenses y el dúo Negro y Blanco, hacen un homenaje a la Nueva trova.
A finales de noviembre, entre el 24 y el 26, es invitado a participar de un nuevo Encuentro Nacional de Cantautores “Guitarra en Mano” . Se realizan conciertos en el Aula Magna de Humanidades de la Universidad Mayor de San Simón y el Cedib. En esta oportunidad participan también el dúo Negro y Blanco, René Úzqueda, Sergio Antezana y Entre dos Aguas (La Paz), Alejandro “Pacho” González y Carlos Arancibia (Sucre), Gustavo Rivero (Santa Cruz) y Quimbando.

### 2006 - 2010
El año 2006 recibe un reconocimiento por parte de la Escuela Superior de Ciencia y Arte al Talento y Constancia artística. Ese mismo año diseña y realiza la primera versión del Taller de Creación de Canciones en el Instituto Cultural Boliviano Alemán (ICBA).
Junto al cineasta Álvaro Olmos, realizan el Documental Pequeña muestra, rescatando fragmentos de conciertos y detalles de la trayectoria artística de Raúl Ybarnegaray.
Es invitado por el dúo Negro y Blanco a participar en la presentación del material audiovisual de la Campaña Contigo Avanzar (que buscaba difundir por medio del arte los Objetivos del Milenio de las Naciones Unidas), en un concierto compartido con el dúo paceño, además del dúo Entre dos Aguas, Ronaldo Vaca-Pereira Rocha, Esther Marisol y Quimbando, en el Teatro al Aire Libre del Centro Simón I. Patiño.
Es convocado por INFANTE para componer dos canciones: una para la Campaña contra la Trata y Tráfico de niñas/os y Adolescentes y otra para la Campaña contra el Comercio y la Violencia Sexual a Niñas y Adolescentes. Es así que escribe las canciones “Delitos y Silencios” y “Dueña de tí misma” respectivamente. Las canciones fueron grabadas en ArtMedia y la primera contó con la participación de un coro de 5 niños. La segunda, quedaría como base para años después ser incluida en el disco Maquetas.
A finales de año participa nuevamente en una nueva versión del Encuentro de Cantautores Guitarra en Mano en la ciudad de La Paz y luego retorna para participar de las actividades culturales en la Cumbre Sudamericana por la Integración Solidaria de los Pueblos, realizada en Cochabamba. En esa ocasión, conoce y comparte escenario con el cantautor argentino Raly Barrionuevo.
A inicios del año 2007, Cochabamba sufriría uno de sus periodos de crisis social más intenso, que fue denominado como Enero Negro. A raíz de este episodio, compuso la canción "Enero" (que luego fue incluida en su disco Maquetas).
El periodista Wilson García Mérida, escribiría la siguiente crítica:

«El trabajo que desarrolla Ybarnegaray en su prolijo desarrollo musical, expresa una visión profundamente humanista del arte, allí donde la vivencia integral del individúo -con sus sentimientos y pensamientos- no está exenta de un contexto social sometido al escrutinio crítico y poético a la vez».
Wilson García Mérida, 26 de marzo de 2007

Posteriormente realiza una gira por tres de las cuatro cárceles del Municipio de Cochabamba, cantando para más de un centenar de reclusos.
El 11 y 12 de junio, realiza un par de recitales junto al multinstrumentista Christian Buss (fundador y director del ensamble de percusiones Djembongó), en el Centro Boliviano Americano y el Teatro Adela Zamudio respectivamente.
Entre el 18 y el 30 de junio, participa de las actividades culturales realizadas en el marco del Encuentro de Integración Chile-Bolivia, compartiendo escenario con los cantautores chilenos Claudio Martínez y Francisco Villa, en un concierto en el Aula Magna de Humanidades de la Universidad Mayor de San Simón.
El jueves 12 y viernes 13 de julio, comparte escenario con el quinteto de cuerdas Pernambuco, quienes interpretan un arreglo para quinteto de cuerdas, guitarra y dos voces, para su canción "Junio".

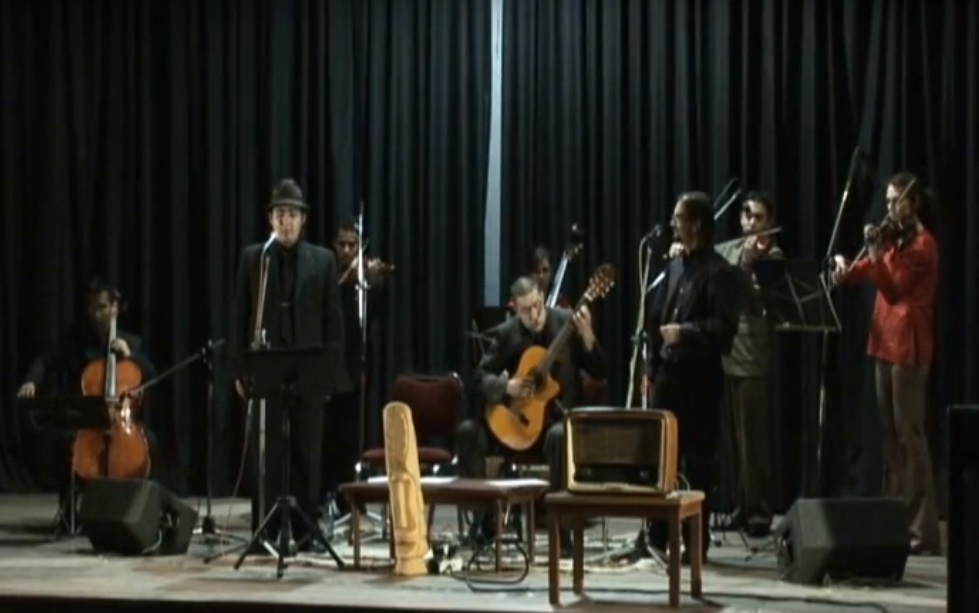
Junto al ensamble Pernambuco. En la foto, de izquierda a aderecha: Ivar Aguilar (Chelo), Daniel Aguilar (Voz), Juan Oscar Guzmán (Viola), Oscar Canelas (Guitarra), Leny Urquidi (Contrabajo), Raúl Ybarnegaray (voz), Jonathan Hinojosa (2do Violín) y Valeria Frege (Violín)

Ese mismo año brindaría dos conciertos estrenando una obra de canciones inéditas. En esta ocasión lo acompañaron: Gustavo Rivera, Pablo Andrade y Christian Torrez .
La Honorable Alcaldía Municipal, le encomienda la composición de una canción para una campaña para promover la equidad de género. Es así que compone la canción “Razón de equilibrio” y graba una maqueta en ArtMedia.
Por otro lado, ECO Producciones le encomienda las canciones para el largo metraje ECOman. Así compone “Tema de ECOman” (canción central de la película) y se utiliza la antigua balada “Cuántos agostos” para completar las canciones de la trama de la película.
Junto a músicos y bailarines de la delegación boliviana dirigida por el coreógrafo y director de danza Edson Ontiveros, el año 2008 viaja a Perú y a Ecuador al V Encuentro Internacional del Folklore en Lima – Perú y en la Quincuagésima Séptima versión de la Fiesta de la Fruta y de las Flores en Ambato – Ecuador, respectivamente. Estando allí logra encontrarse con la Red Ecuatoriana de Trovadores “RET”. En la ciudad de Ambato participa en algunas de las actividades culturales de la temporada festiva y en una actuación conjunta con algunos músicos ecuatorianos. Allí conoce al cantautor David Bonilla y conoce también a Iván Altamirano (parte del grupo La Troba).
Realiza una presentación el 15 de febrero en el Salón Principal de la Casa de la Cultura, núcleo Tungurahua. Luego viaja a la ciudad de Quito y participa, junto al cantautor ecuatoriano Ismael Chávez, de un Encuentro Internacional de Cantautores en el Auditorio Central del Centro Cultural de la Pontífice Universidad Católica del Ecuador. Allí cantarían la cantautora Mayomé (Chile) y los cantautores Lizardo Carvajal (Colombia), Ismael Chávez y Pedro Nicolalde (Ecuador).
Este Encuentro serviría para que los cantautores Fabián Jarrín, Fabián Meneses y Washo Flores lo invitaran para participar del Primer Encuentro Internacional de la Canción de Autor a realizarse entre el 22 de julio y 1.º de agosto de ese mismo año. Entre los cantautores y cantautoras que formaron parte de ese encuentro están: Lizardo Carvajal (Colombia), Fernando Aramís y Frank Delgado (Cuba), Francisco Villa (Chile), Omar Camino (Perú), Gabino Palomares (México), Diego Sojo (Costa Rica), Raúl Ybarnegaray (Bolivia) y los ecuatorianos Fabián Meneses, Jaime Guevara, Juan Carlos Terán, Pancho Prado, Fabián Jarrín, Washo Flores, Gloria Arcos, Sandra Bonilla, Fernando Paredes, Ataúlfo Tobar, Fernando Chávez, Vladimir Isa, David Bonilla, Ismael Chávez, Chelo Granda (luego conocido por Chelo Calavera) y Pedro Nicolalde. En su memoria (y la de otras especiales partidas), compondría la canción “Duelo a la Muerte” y le dedicaría la sensible canción “Personas grandes”, grabada junto a Marco Lavayen en el disco Maquetas. Además participaría de un Disco Homenaje interpretando la canción “Confesiones”, de Pedro Nicolalde.

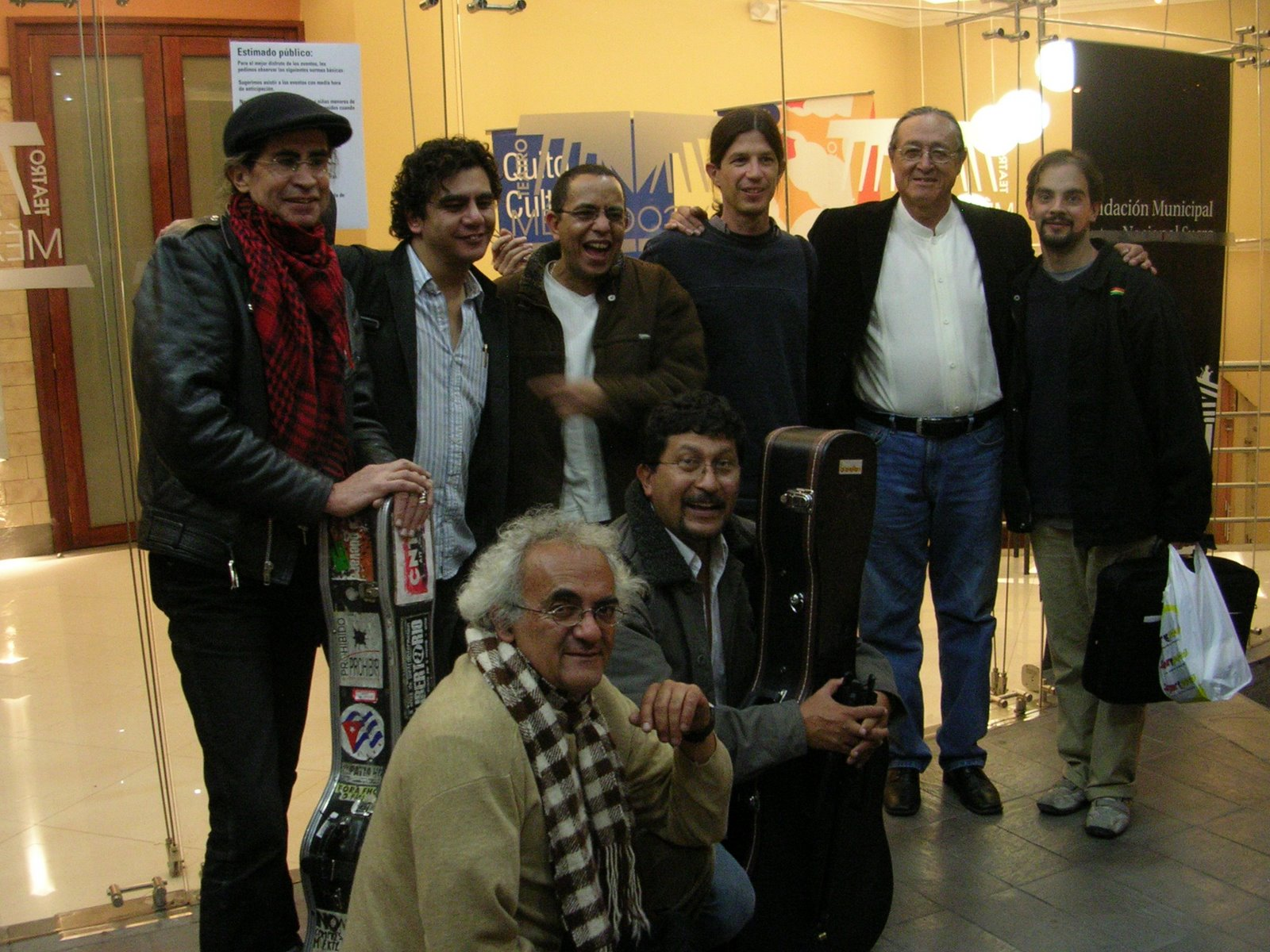
Encuentro Internacional de la Canción de Autor, 2008. En la foto, de izquierda a derecha: Jaime Guevara, Pancho Villa, Fernando Aramís, Diego Sojo, Gabino Palomares, Raúl Ybarnegaray (de pie). Fabian Meneses, Fabian Jarrín (en cuclillas)

Le es otorgado un reconocimiento por parte de la Cámara Departamental de Industria, por su aporte a la Campaña Hecho en Bolivia – Consume lo nuestro, emplea a los nuestros, con la canción “Hecho en Bolivia”.
A inicios del año 2009 participa de la presentación del álbum Amani de Christian Buss, junto a Karen Arce, Amado Espinoza, Analía Abat y Sergio Miguel.
Realiza conciertos en Santa Cruz y La Paz. Y organiza un par de conciertos en Cochabamba junto a Marco Lavayén, en el Auditorio del Centro Boliviano Americano y el Centro Cultural La Troje. Posteriormente también en el Centro Boliviano, realiza una nueva versión del Taller de (Canto y) Creación de Canciones, esta vez con la cantante e intérprete Andrea Figueroa.
En abril del año 2010 realiza una gira europea y actúa en Holanda, Francia, Suiza y España, en diferentes ciudades dentro de cada uno de los países. En Barcelona, conoce y comparte canciones con los cantautores Luis Lorite y Vicente Calatayud. Además de compartir una reunión privada con la cantautora colombiana Marta Gómez. En Berna conoce al cantautor peruano Raúl Huerta y comparte escenario con él en dos presentaciones, en Berna y Lausana. En Ginebra, Suiza, coincide con el cantautor peruano Enrique Mesías, quien también estaba realizando una gira europea. Ambos comparten escenario en el Centro Cultural Tierra Incógnita y comienzan una amistad que los llevaría a reencontrarse muchas veces en adelante. En sus dos presentaciones vuelve a compartir escenario con Christian Buss, además de la flautista boliviana Carla Claros.

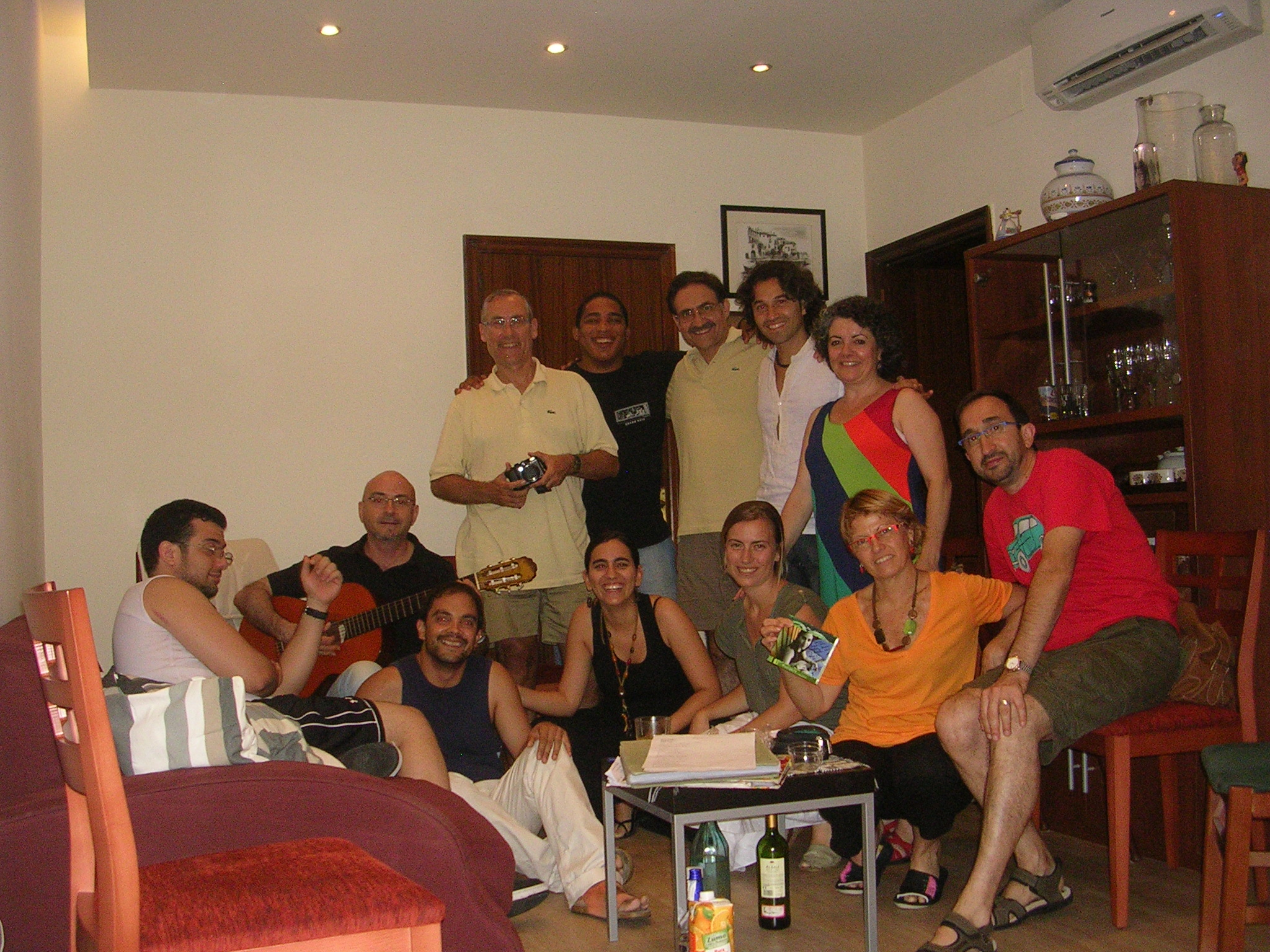
Reunión en casa de Joan Carles Martínez (Barcelona). En la foto, de derecha a izquierda y de pie: Isabel Herrero, Julio Serna, Didier Domínguez, Joan Carles Martínez. Sentados, de derecha a izquierda: Paco Vazquez, Luis Lorite (con la guitarra) y Lester Pino. En el piso, de derecha a izquierda: Montse Ballestero, Anna Martínez, Marta Gómez, Raúl Ybarnegaray

### 2011 - 2015
En febrero de 2011 realiza un recital en la ciudad de La Paz en Caza Duende. Promocionando su obra y presentando sus nuevas canciones. A su retorno a Cochabamba realiza una serie de conciertos individualmente y con diferentes músicos invitados. Una de esas presentaciones, la realiza en el marco de la Jornada de Vigilia en Solidaridad con las Víctimas del VIH, en la Plaza de las Banderas, de Cochabamba.
Un grupo de alumnos de la Carrera de Comunicación de la Universidad del Valle (UNIVALLE), a la cabeza de Fernando Daza Arze-Zenarruza, realiza el documental titulado Búscame, exponiendo su vida personal y su carrera artística.
En junio de ese mismo año, el cantautor colombiano Alejo García visita Cochabamba como parte de una gira latinoamericana. Comparten escenario interpretando a dúo “Canción del día gris”. Su visita coincide con la visita de Ismael Chávez, de Ecuador. Y juntos, sumando la presencia de Marco Lavayén realizan un encuentro musical llamado Canciones sin fronteras en el Auditorio de la Alianza Francesa.
Poco después de esas actividades, comenzaría un período de conflictos político-sociales en Bolivia. Primero, con la determinación del entidad del sistema tributario de implantar una norma administrativa, que consistía en exigir una boleta de garantía pagada con anterioridad a cualquier evento cultural, lo cual generó un rechazo por parte de varios sectores de artistas en el país, derivando en múltiples marchas de protesta. En ese tiempo compone la canción “Arte somos” y ésta es estrenada y cantada junto a varios artistas en una protesta frente a las puertas del Servicio de Impuestos Nacionales.

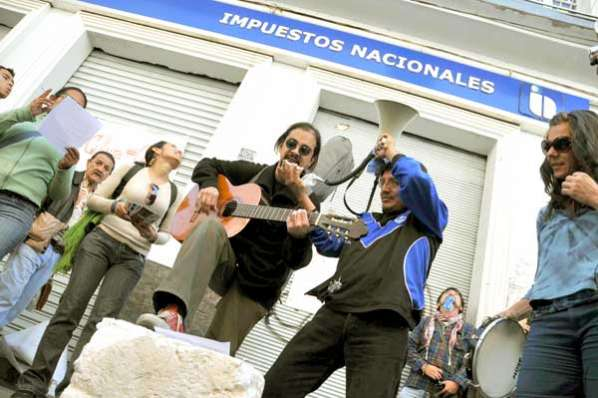
Protesta artística frente a las puertas de Impuestos Nacionales en Cochabamba. En la foto, se puede apreciar a la cornista Verónica Guardia (a la izquierda de Raúl, mirando hacia arriba), el vocalista de la banda Bajo Tierra, Ernesto Guevara (sosteniendo el megáfono) y la cantante e intérprete Analía Abat (a la derecha, con gafas)

Luego vendría un conflicto aún más complejo, cuando el Gobierno Nacional reactivara el anuncio de la construcción de una carretera que uniría los departamentos de Cochabamba y Beni atravesando el Territorio Indígena y Parque Nacional Isiboro Sécure (más conocido como TIPNIS, por sus siglas). Una serie de protestas a nivel nacional acompañaron desde las ciudades, a la 8.ª marcha de los indígenas que caminaron hasta La Paz exigiendo que se respete su territorio. Fue entonces cuando compuso las canciones “Cambios de disfraz” y “No pasará” . El Diario Página Siete mencionaría a la canción “No pasará”, como una de las doce canciones que marcaron los hechos más relevantes de una década.
El mes de marzo del año 2012 presenta su álbum Maquetas con tres conciertos (Centro Simón I. Patiño, Aula Magna de Humanidades de la Universidad Mayor de San Simón y Teatro Achá), acompañado por Valeria Frege (violín), Karen Arce (charango), Cintya Lejsek (voces), Guido Guerra (teclado) y Amado Espinoza (percusión). Además brinda conciertos en La Paz (en Caza Duende y el Teatro de Cámara), junto a los músicos: Amado Espinoza (multinstrumentista), Guido Guerra (teclado), Verónica Guardia (corno) y Marco Lavayen (guitarra y voces) como también en Santa Cruz y Sucre, actuando en el Teatro 3 de Febrero por invitación de la Oficialía Mayor de Cultura de Chuquisaca, en el marco de las Fiestas de Mayo.
Es invitado al II Encuentro Internacional de Cantautores Dándole Cuerda en Lima, Perú. Allí se reencuentra con Omar Camino y Enrique Mesías y se integra a la comunidad de cantautores peruanos, compartiendo escenario y jornadas de confraternización con Oscar García, Javier Lazo, Dayana Joan, Cesar Gino, Camilo Vega, Kiri Escobar y Chalena Vazquez. Además, comparte escenario con Leandro Rouco (Argentina), Vicencio Navarro y Cecilia Concha-Laborde (Chile) y Alejo García (Colombia).

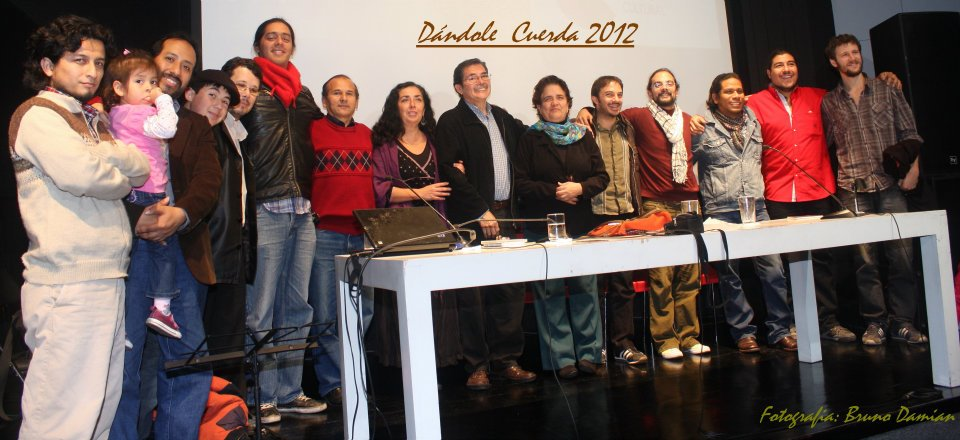
Luego de un conversatorio sobre la Canción de Autor. En la foto, de izquierda a derecha: Cesar Gino, Enrique Mesías, Rodrigo Cáceres (hijo), Rodrigo Cáceres (padre), Omar Camino, un invitado, Cecilia Concha-Laborde, Kiri Escobar, Chalena Vázquez, Alejo García, Raúl Ybarnegaray, Oscar García, músico invitado, Leandro Rouco

Luego del Encuentro, realiza un concierto en Lima en el Centro El Olivar de San Isidro, presentando el disco Maquetas. En ese concierto comparte escenario con Enrique Mesías, interpretando a dúo la canción “Personas grandes”.
A finales de año, realiza una gira por Santiago de Chile y Valparaíso, presentándose con Alonso Nuñez, Claudio Martínez, José Manuel Lattus y Vicencio Navarro en el Teatro Museo del Títere y el Payaso en lo que denominaron Primer Encuentro de Cantautores Autogestionados.
Es convocado como músico sesionista al ensamble musical conformado para el concierto del reconocido cantante lírico Gastón Paz, junto a varios músicos locales y la Orquesta Filarmónica de Cochabamba.
El año 2013 es invitado al cierre del Festival estudiantil de Poesía en el Teatro Adela Zamudio, celebrando el Día de la Poesía. Posteriormente realiza un concierto en el Auditorio de la Transportadora de Electricidad (TDE) junto a Marco Lavayen, Cintya Lejsek y el grupo Briza (interpretando junto a estos últimos la canción “Peldaños hacia atrás”, dedicada a su padre).  Junto al Comité Impulsor “Silvio en Bolivia”, realiza gestiones con el Ministerio de Culturas, para viabilizar la llegada de Silvio Rodríguez a Bolivia, la cual finalmente se materializa el 15 de abril, luego de 30 años de ausencia. Para este evento, se realizan una serie de muestras de documentales y conciertos, en los que también participa activamente.
En junio gestiona y organiza en Cochabamba junto a Ronaldo Vaca-Pereira Rocha, Analía Abat y otros muchos voluntarios, la 3.ª versión del Encuentro Internacional Dándole Cuerda. Con el título Dándole Cuerda a la Canción de Autor. Aquella fue la primera vez que el Dándole Cuerda se realizaba en Bolivia como sede y contaría con la presencia de Analia Abat (residente de Bolivia, pero representando a Argentina), Vicencio Navarro, Cecilia Concha-Laborde y Ramírez Neira (Chile), Alejo García (Colombia), Raúl Ybarnegaray, Ronaldo Vaca Pereira y Jorge Zurita (Bolivia), Fabián Meneses, Fabián Jarrín, Chelo Calavera e Ismael Chávez (Ecuador), Daniel Moreno (Paraguay) y Enrique Mesías y Omar Camino (Perú).
Posteriormente, en Oruro participa del Encuentro Nacional de Cantautores, junto a Dennise Galvez (La Paz), Alejandro "Pacho" González (Sucre), Daniel Arancibia y Carlos Villegas (Oruro) en el Gran Salón del Museo Simón I. Patiño. Es invitado por AltaVoz Producción Musical, a cerrar el ciclo Cantautores en el Museo, en el jardín del Museo de Arte Contemporáneo en Santa Cruz.
El 9 de agosto, produce el recital de la cantante e intérprete peruana Miryam Quiñones, compartiendo escenario con ella en el Auditorio del Centro Boliviano Americano.
Participa y organiza junto a Marco Lavayen y César Junaro, el Homenaje a Víctor Jara por el 40 Aniversario de su Asesinato, en la Casona de Mayorazgo. Este evento, coincidiría con la realización de eventos similares en varios países, entre ellos el Encuentro de las Mil Guitarras en Chile. Posteriormente participa en un evento cultural solidario para Analía Abat, que buscaba reunir fondos para adquirir nuevamente una guitarra, ya que la suya le había sido robada. El evento contó con la participación de varios artistas locales, que se reunieron en el Circo El Tapeque.
La joven poetisa Adrianne Tardío lo invita a participar musicalmente en la presentación de su primer poemario Imaginero.
Finalizando el año, en festejo de su cumpleaños realiza un concierto colectivo, con la presencia de varios artistas amigos. Cada uno, interpretaría a dúo con él una canción de su autoría. En ese concierto se estrenaría la canción de cumpleaños “Tu día se viste de fiesta”. Otro de los estrenos de ese año fue la canción “Comienza contigo”, dedicada a la lucha contra la violencia de género.
En abril del año 2014, para el Día de la Tierra, autoridades del Municipio y la Gobernación realizan un Festival Artístico con actividades de concientización sobre el tema del Medio Ambiente al cual es invitado nunto a la cantante Helen Fuentes y el grupo Waliki.
Participó frecuentemente en actos de reproche por los abusos contra el pueblo palestino. Una de sus participaciones más importantes sería el 24 de julio, cuando frente a las puertas del Club Árabe cantó su emotiva canción “Genocidio divino”, compuesta dos semanas antes.
También participó activamente en campañas animalistas, exigiendo la promulgación de una Ley de Defensa de los Animales. Su actitud comprometida en este tema, se vería reflejada en su presencia como una de las personalidades que figuren en el CALENDARIO 2014 de la Fundación ISIS – Conciencia y Respeto por la Vida Animal y Ambiental, junto a diferentes músicos, actores, deportistas, modelos y agentes de cambio. Además junto a la cantante e intérprete Helen Fuentes, grabarían la canción “Seres preciosos”, compuesta en letra y música por Helen Fuentes e interpretada por ambos.
El matutino El Diario le dedicó  una plana con una extensa entrevista realizada en La Paz. Por su parte, el escritor, investigador y promotor de la Responsabilidad Social Empresarial en Bolivia, Javier Espada, escribiría en un artículo titulado La música y su aporte a la Responsabilidad Social  lo siguiente:

«Por su parte, el cantautor Raúl Ybarnegaray es un claro ejemplo de promoción de la conciencia social, no solo como líder de opinión sino también como compositor sobre diversos temas, entre ellos la protección de los animales y la lucha contra la violencia hacia la mujer en Bolivia».
Javier Espada, 28 de abril de 2016

A mediados de agosto, realizaría una presentación junto al grupo de cuentacuentos La Boca, titulada Tú que me cuentas, yo que te canto, en la que por primera vez se escucharían relatos escritos por él, además de otras obras que fueron intercaladas con canciones. Por otro lado, participó como parte del elenco de la ópera Jesucristo Superstar, puesta en escena junto a la Orquesta Filarmónica de Cochabamba, la banda de rock A Pié y artistas y actores destacados del medio, en la dirección de la dramaturga y directora Ivette Mercado, quien posteriormente lo invitaría a formar parte del elenco del grupo Makhurka Teatro, para llevar a escena la obra Asilo San Patricio (Obra ganadora del Premio Único del Primer Concurso Municipal de Dramaturgia, de la Oficialía Mayor de Cultura del Municipio).
Ese mismo año compartiría nuevamente escenario con el dúo Negro y Blanco, primero en la presentación de su álbum Negro y Blanco en la Fiesta, presentado en septiembre en el Teatro Adela Zamudio y luego, realizando juntos la gira de conciertos titulada Giran Sobre Cuerdas, que los llevó a cantar en el Centro de las Culturas Wayna Tambo, en El Alto, el Teatro Nuna en La Paz y el Centro Boliviano Americano, Cochabamba.
El 3 de enero de 2015, se realizó un  festival de beneficencia en el mARTadero tras un accidente automovilístico en la carretera entre Bolivia y Argentina, accidente que cobró la vida del guitarrista Jorge Dellegracie y Antü Rocha Abat, pareja e hijo de la cantante, compositora e intérprete Analía Abat, respectivamente. el festival recaudó un significativo monto de dinero para apoyar los gastos médicos de Analía, la única sobreviviente del trágico accidente. Este evento sería coordinado por un equipo multidisciplinario de gestores, amigos, voluntarios y artistas, él entre ellos. La actividad tuvo la asistencia de más de 800 personasl.

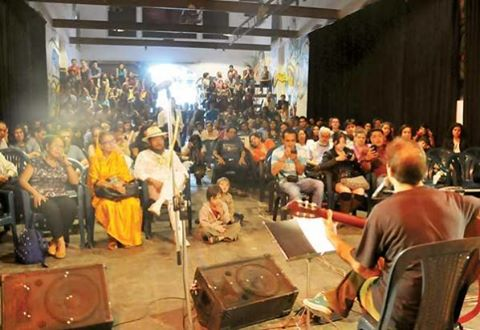
Actuación de Raúl, con la vista de una parte del público asistente al concierto solidario para Analía Abat. Escenario: "mARTadero". Cochabamba, 2015

El 14 de mayo, realiza el Concierto Capas. En el cual, estrena una puesta en escena distinta, acompañado de un looper (una máquina con la cual pueden generar secuencias rítmicas y mélodicas en vivo, que serán repetidas como loops. El concierto es grabado y filmado en vivo y se edita un material sencillo con canciones inéditas y recopilaciones de los anteriores álbumes.
Posteriormente sería invitado nuevamente por el cantautor Carlos Villegas a participar del Encuentro de Cantautores dentro de las actividades del Solsticio de Invierno en Oruro, junto al cantautor paceño Daniel Castellón y el cantautor orureño Marco Alanes.
Junto al radialista Gastón Nuñez gestó  la primera versión del Festival del Canto Nuevo, realizado en septiembre en el Teatro Adela Zamudio y que contó con la presencia de Carlos Villegas, Mauricio Montero, Marco Lavayen, Aysana, Canto Vivo, el dúo Negro y Blanco entre otros.
Poco después viaja a Santiago de Chile para participar en el V Encuentro Internacional de Cantautores Dándole Cuerda.

### 2016 - 2019
A principios de año 2016 comienza la grabación de su álbum Falsas jerarquías, que le tomaría gran parte de la gestión. En marzo realiza un concierto en el Teatro Adela Zamudio, en un formato musical muy diferente, en el cual introduce muchas de las canciones del nuevo álbum. Aquel concierto se tituló justamente: Falsas jerarquías.
Negro y Blanco lo invita a participar de su nueva producción discográfica. Y en Cochabamba graban juntos la canción “Conmigo.
Junto a Gastón Núñez, organizan una segunda versión del Festival del Canto Nuevo, contando con la participación de lo más representativo de la canción social boliviana, además de la presencia sobresaliente del poeta Jorge Mancilla (más conocido como Coco Manto), quien luego escribiría una poética crítica sobre el Festival.

«En el otro lado de ese mundo de falsedades, donde ni la muerte es verdad, están los que persisten en el canto rebelde, los indómitos héroes de la resistencia antiimperialista. Militantes de la palabra revolucionaria embanderada en la copla popular, seis entidades musicales se presentaron el 1 de septiembre en Cochabamba. Digo entidades como decir identidades, grupos y solistas de ejemplar trayectoria en eso del Canto Nuevo. Nombro a César Junaro, Negro y Blanco, Marco Lavayén, Raúl Ybarnegaray, Estela Rivera y el grupo Aysana, con Julio Alberto Mercado.

De la epopéyica Píntame Bolivia, de Benítez y Ramírez; hasta una estremecedora apelación de Ybarnegaray a México por los 43 normalistas desaparecidos en Ayotzinapa; pasando por el primer homenaje poetizado a Marcelo Quiroga cantado Junaramente, A pesar de la ira; y el cuestionante Qué pasa pues mamay, de Lavayén, los artistas congregados en el teatro Adela Zamudio dieron fe de las luchas que se dan al sistema dominante y sus oprobiosas maneras de nublar el luminoso destino de las mayorías que somos».
Coco Manto, 9 de octubre de 2016

En octubre retorna a Ecuador,  para participar del VI Encuentro Internacional de Cantautores Dándole Cuerda, con conciertos en las ciudades de Quito, Riobamba y Cuenca. 
El 25 de marzo del año 2017 presenta oficialmente su álbum Falsas jerarquías en el Teatro Achá.
En 2014 la Orquesta Filarmónica de Cochabamba, lleva a escena nuevamente la ópera Jesucristo Superstar,en la dirección del dramaturgo Enrique Escobar. Raúl formaría nuevamente parte del elenco, junto a casi los mismos artistas de la versión 2014.
Continuando con la promoción de su nuevo álbum, desarrolla diferentes presentaciones locales además de acudir a una nueva versión del Encuentro Internacional de Cantautores “Dándole Cuerda”, esta vez realizado en Arequipa - Perú, en octubre. Para esta oportunidad asiste junto al  cantautor paceño Mauricio Segales.
A principios de noviembre, presenta su álbum en La Paz en el Teatro de Cámara.
El año 2018 comenzaría con una nueva versión de su Taller de Creación de Canciones, en el Instituto Cultural Boliviano Alemán ICBA.
La Alianza Francesa lo invita a realizar un Concierto Conversatorio dentro de las actividades de los Viernes Musicales, organizados por la misma institución.
En el mes de julio, es invitado a La Paz a participar de un homenaje al cantautor y poeta boliviano Marcelo Urioste, realizado en el Teatro Municipal Alberto Saavedra Pérez.
Entre septiembre y diciembre graba en su propia casa, su sexto álbum titulado Respuestas humanas, que sería presentado a principios del 2019.

## Discografía

### Obra como solista
- 2002: Sapete el enamorado del Sol
- 2004: Retrato de un Ángel
- 2005: De Madera
- 2012: Maquetas
- 2015: Concierto “Capas” (DVD en vivo)
- 2017: Falsas jerarquías
- 2019: Respuestas Humanas

### Obra Colectiva
- 2003: Encanta
- 2005: Guitarra en Mano
- 2013: Dándole Cuerda a la Canción de Autor
- 2015: Giran Sobre Cuerdas
- 2016: Dándole Cuerda

### Recopilaciones de edición limitada
- 2013: Canciones útiles y otros milagros
- 2014: Los colores de la canción

## Reconocimientos
- 2006: Reconocimiento de parte de la Escuela Superior de Ciencia y Arte al “Talento y Constancia”
- 2008, 2010, 2017: Reconocimiento de parte de la Cámara Departamental de Industria, por su aporte a la Campaña Hecho en Bolivia – Consume lo Nuestro, con la canción emblema “Hecho en Bolivia” (2005)
- 2012: Distinción de parte de la Cámara Junior Internacional, dentro de los Programas de la JCI a los Diez Jóvenes Sobresalientes del Mundo (premiación internacional TOYP), por sus Logros Culturales
- 2015: Reconocimiento de INFANTE, por su aporte en la Lucha Contra la Violencia
- 2016: Reconocimiento de Huellas & Futuro por su invaluable contribución artística a la eliminación de toda forma de violencia en nuestra sociedad

## Comunidad y Colectivos Artísticos
Es parte del colectivo boliviano de cantautores Guitarra en Mano.
También forma parte del colectivo latinoamericano de cantautores Dándole Cuerda.

## Documentales sobre su obra
Se han realizado tres documentales sobre su carrera artística: 
- Pequeña Muestra (2006)
- Búscame (2011)
- Documental artístico/biográfico (2017)